# La Voie du serpent
Pour plus de détails, voir Fiche technique et Distribution.
La Voie du serpent (蛇の道, Hebi no michi) est un film franco-japonais réalisé par Kiyoshi Kurosawa, sorti en 2024. C'est un remake de son film Le Chemin du serpent sorti en 1998.

## Fiche technique
- Titre original : 蛇の道 (Hebi no michi?)
- Titre français : La Voie du serpent[2]
- Réalisation : Kiyoshi Kurosawa
- Scénario : Kiyoshi Kurosawa, Aurélien Ferenczi et Hiroshi Takahashi (histoire originale, film de 1998)
- Photographie : Alexis Kavyrchine
- Décors : Nicolas Flipo
- Montage : Thomas Marchand
- Musique : Nicolas Errèra
- Société de production : Cinéfrance Studios, Kadokawa, Tarantula
- Société de distribution : Art House Films (France)
- Pays de production :  France,  Japon,  Belgique
- Langue originale : français, japonais
- Format : couleur - 1,85:1
- Genre : drame, thriller, crime
- Durée : 113 minutes
- Dates de sortie :
  - Japon : 14 juin 2024[3]
  - Espagne : septembre 2024 (Festival international du film de Saint-Sébastien)
  - France : 3 septembre 2025[4] Date sujette à modification

## Distribution
- Damien Bonnard : Albert Bacheret
- Kō Shibasaki : Sayoko
- Mathieu Amalric : Laval
- Hidetoshi Nishijima : Yoshimura
- Grégoire Colin : Pierre Guérin
- Slimane Dazi